# Aslan Abashidze
Aslan Abashidze (in georgiano ასლან აბაშიძე?; Batumi, 20 luglio 1938) è un politico georgiano, è stato leader dell'Agiaria (repubblica autonoma georgiana) dal 1991 al 5 maggio 2004.

## Biografia

### Primi anni e formazione
Abashidze è nato e cresciuto in una famiglia georgiana musulmana dell'Agiaria. Suo nonno Memed Abashidze era un famoso scrittore e un membro del Parlamento della Repubblica Democratica di Georgia fra il 1918-1921, ma fu fucilato per ordine di Stalin nel 1937. Suo padre fu inviato nei Gulag per dieci anni ma riuscì a sopravvivere. Malgrado un'infanzia difficile, durante gli anni cinquanta Abashidze poté laurearsi in storia e filosofia all'università di Batumi e in economia all'università di Stato di Tbilisi. Ha lavorato come insegnante ed economista per un periodo prima di unirsi al servizio pubblico regionale della Georgia. Era il direttore di parecchi istituti tecnici di servizio prima di essere chiamato a Batumi, la capitale dell'Agiaria, dove ha servito da assessore regionale dei  servizi sociali. Successivamente è stato nominato primo delegato nazionale del Ministero dei servizi sociali a Tbilisi. Il suo ruolo nel governo rimase tuttavia secondario.

### Leader dell'Agiaria
Quando la Georgia riottenne la sua indipendenza nel 1991, Abashidze si assicurò il posto come presidente del Consiglio Supremo della Repubblica autonoma georgiana di Agiaria. Inoltre fu nominato vicepresidente del Parlamento della Georgia, incarico che ha mantenuto nel 1990-1992 e nel 1992-1995. Ha sviluppato una base indipendente di potere in Agiaria dirigendo una mediazione fra il governo di Tbilisi e l'opposizione. Ha stabilito un proprio esercito come contrappeso alle fazioni armate che hanno sostenuto e si sono opposte al presidente Zviad Gamsakhurdia. Quando scoppiò la guerra civile fra le forze pro- e anti-Gamsakhurdia nell'inverno di 1991-1992 ed ancora nel autunno del 1993, tenne entrambe le fazioni fuori dall'Agiaria, assicurandosi che i combattimenti non si estendessero alla repubblica.
Tuttavia, diversamente dagli indipendentisti di Abcasia e Ossezia del sud, non ha mai tentato di ottenere l'indipendenza per l'Agiaria e perseguì quella che può essere meglio descritta come una politica di "autonomia armata" dopo la caduta di Gamsakhurdia. Ha trasformato l'Agiaria "in una zona economica franca" con poche restrizioni negli scambi, ma con i diritti doganali e i redditi che vanno al suo governo piuttosto che a quello di Tbilisi. Le sue politiche economiche sono riuscite a fare dell'Agiaria una delle zone più ricche della Georgia.
Abashidze si è attirato critiche per il suo governo dalla mano pesante, spesso descritto come feudale. Ha fondato il suo partito politico nel 1992, noto come Unione della Rinascita Democratica o Unione per la rinascita della Georgia. Nel 1998 è stato eletto come presidente di Agiaria con il 93% dei voti, con gli osservatori della Russia che hanno dichiarato che bisogna considerare queste elezioni come generalmente libere e giuste (anche se questo verdetto può essere influenzato dalle politiche costantemente pro-Russe di Abashidze).
Ha preferito esercitare la sua influenza da lontano, piuttosto che tentare di fare un'offerta per il potere nazionale, e adottò costantemente una politica di sostegno a chi sembrava offrire l'offerta migliore per mantenere il suo dominio sull'Agiaria. Egli raggiunse un accordo con il presidente Eduard Shevardnadze, che sembrava preferire l'esistenza con un'Agiaria semi-indipendente piuttosto che rischiare un'altra guerra civile. I suoi rapporti con Shevardnadze si sono bruscamente raffreddati alla conclusione degli anni novanta, quando  lui e il governo georgiano si sono accusati reciprocamente di corruzione e tradimento.

### La rivoluzione delle rose
Le dimissioni forzate di Shevardnadze nel novembre del 2003, causate dalla Rivoluzione delle Rose, generarono una crisi politica fra Abashidze ed il nuovo governo di Tbilisi. L'opposizione georgiana criticò fortemente Shevardnadze perché non riusciva a risolvere il problema del separatismo nel paese, compresa la mancanza di controllo che Tbilisi aveva sull'Agiaria. Non sorprendentemente, Abashidze vide questo come una minaccia alla sua posizione ed alla semi-indipendenza dell'Agiaria ed denunciò la caduta di Shevardnadze come un colpo di Stato. Così dichiarò lo stato di emergenza in Agiaria e cercò il supporto russo in caso di un conflitto aperto. Tuttavia, non riuscì ad attrarre molto supporto dalla Russia, e fu sottoposto a forte pressione dagli Stati Uniti per un compromesso. Il 25 gennaio 2004, Abashidze incontrò il nuovo presidente Mikheil Saak'ashvili a Batumi e dichiarò la sua intenzione a dialogare con Saak'ashvili.
Questo rapporto presto si incrinò dopo che Saak'ashvili ebbe fatto la promessa di ristabilire l'autorità centrale su tutte le regioni separatiste della Georgia. Nel seconda metà di marzo del 2004, un convoglio che trasportava Saak'ashvili per gli eventi politici previsti in Agiaria per  le elezioni legislative georgiane del 28 marzo, fu respinto dalle guardie di confine dell'Agiaria. Abashidze accusò Saak'ashvili di aver tentato di condurre un convoglio militare nella repubblica allo scopo di rovesciarlo, dichiarò lo stato di emergenza in Agiaria e la mobilitazione delle forze armate. La risposta di Saak'ashvili non tardò ad arrivare, sotto forma di ultimatum: dette ad Abashidze 24 ore per accettare l'autorità centrale e sciogliere le forze paramilitari dell'Agiaria. Il governo di Tbilisi inoltre chiuse le vie di transito in entrate e uscita dall'Agiaria.
Vista la situazione di alta tensione, i governi stranieri e le organizzazioni internazionali fecero un appello ad entrambe le parti di fermare gli eserciti e di risolvere pacificamente le loro controversie. Abashidze si dimise come guida dell'Agiaria il 5 maggio 2004. Il giorno seguente, dopo l'assicurazione che non sarebbe stato estradato, Abashidze partì per Mosca, senza che un colpo venisse sparato nella regione.
Le proprietà di Abashidze in Georgia, così come quella dei suoi parenti stretti, fu congelata dai tribunali georgiani ed infine trasferite alla proprietà dello Stato. Secondo il New York Times, a partire dal dicembre 2012, Abashidze viveva nel villaggio di Barvikha nel distretto di Odintsovsky dell'Oblast di Mosca.
Nell'agosto 2016, il tribunale della città di Batumi condannò Abashidze a 15 anni di reclusione in contumacia per molteplici accuse, tra cui abuso d'ufficio, appropriazione indebita, organizzazione di attacchi terroristici nel 2004 e omicidio del suo ex vice, Nodar Imnadze, il 30 aprile 1991.

## Vita privata
Aslan Abashidze è vedovo, si sposò con Maguli Gogitidze, una musicista, con la quale ha avuto due bambini: un figlio, George Abashidze, che è stato sindaco di Batumi, e una figlia, Diana Abashidze.